# 福勒渾
福勒渾，滿洲人，清朝政治人物、清朝禮部尚書。
曾任湖廣總督。乾隆四十二年五月丁亥，接替永貴，擔任清朝禮部尚書，后改工部尚書。由特成額接任。